# Веберс Фолс (Оклахома)
Веберс Фолс (енгл. Webbers Falls) град је у америчкој савезној држави Оклахома.

## Демографија
По попису из 2010. године број становника је 616, што је 110 (-15,2%) становника мање него 2000. године.
| Група             | 2000.       | 2010.       |
| Белци             | 500 (68,9%) | 404 (65,6%) |
| Афроамериканци    | 2 (0,3%)    | 9 (1,5%)    |
| Азијати           | 0 (0,0%)    | 5 (0,8%)    |
| Хиспаноамериканци | 18 (2,5%)   | 15 (2,4%)   |
| Укупно            | 726         | 616         |